# Lụa (phim truyền hình)
Lụa là một bộ phim truyền hình được thực hiện bởi Hãng phim Truyền hình Thành phố Hồ Chí Minh, Đài Truyền hình Thành phố Hồ Chí Minh do Trần Đức Long làm đạo diễn. Phim phát sóng vào lúc 19h35 thứ 2, 3, 4 hàng tuần bắt đầu từ ngày 6 tháng 3 năm 2023 và kết thúc vào ngày 15 tháng 5 năm 2023 trên kênh HTV7.

## Nội dung
Bộ phim lấy bối cảnh ở Tập đoàn thời trang Thành Lụa của ông Thành, với công ty con là Công ty thiết kế thời trang nam nữ T&K.
Khánh Thư là cô gái có nhiệt huyết với ngành thiết kế thời trang, nhưng vì hoàn cảnh gia đình, cô phải học ngành nghề khác. Một lần tình cờ giải quyết được rắc rối cho Minh - giám đốc mảng thời trang nam của công ty T&K nên Thư được nhận vào thử việc trong công ty. Dù bị Huyền Anh - trợ lý của Minh và đang yêu đơn phương Minh “chèn ép”, nhưng Thư vẫn bộc lộ được khả năng của bản thân và dần được mọi người công nhận.
Thành Trung là con trai duy nhất của ông Thành, sau thời gian du học trở về, được cha phân công phụ trách mảng thời trang nữ. Dù là người hiếu thắng nhưng Trung rất sáng tạo. Trải qua nhiều biến cố, Thư biết mình là con cờ trong tay của những kẻ có mưu đồ đen tối, cô đã mạnh mẽ thay đổi  bản thân và giúp Thành Lụa vượt qua giai đoạn khó khăn nhất.

## Diễn viên
- Oanh Kiều trong vai Khánh Thư
- Mã Hiểu Đông trong vai Minh
- Đạt Nguyễn trong vai Thành Trung
- Bella Mai trong vai Huyền Anh
- NSƯT Công Ninh trong vai Ông Mạnh
- Mai Huỳnh trong vai Trần Quang Thành
- Kiều Trinh trong vai Bà Hương
- Huỳnh Trang Nhi trong vai Bà Khuê
- Vũ Hà trong vai Nhi Dẹo
- Ngô Công Lý trong vai Ông Hưng
- Lâm Thanh Sơn[4] trong vai Thiện
- Nguyễn Hùng Linh trong vai Nam (phó tổng)
- Mỹ Vân trong vai Xuân (thư ký)
- Thành Khôn trong vai Đạt
- Phạm Hy trong vai Toàn
- Thuận Nguyễn trong vai Ông Sơn

Cùng một số diễn viên khác....

## Sản xuất
Kịch bản phim được tác giả Đỗ Minh Viên lấy cảm hứng từ những ký ức tuổi thơ của anh, trong quá trình thực hiện ê-kíp đã có nhiều chỉnh sửa để phù hợp với bối cảnh hiện đại và đối tượng khán giả trẻ.

### Bối cảnh
Bộ phim được ghi hình trong 3 tháng tại các địa điểm Thành phố Hồ Chí Minh, Hội An, Đà Lạt, Lâm Đồng, Đồng Nai và Làng lụa Mã Châu, Duy Xuyên, Quảng Nam. Các nhân vật sẽ có stylist riêng do các hãng thời trang trợ như Huulala, Mon Amie, Shining Studio, Celeb Store… và nhiều stylist trẻ. Trang phục cho nhân vật nữ chính Khánh Thư do Oanh Kiều đóng có đến hơn 40 bộ do Huulala tài trợ, Mon Amie hỗ trợ khoảng 100 bộ cho các nhân vật khác. Tính riêng chi phí cho trang phục đã tốn hơn 1 tỉ đồng. Bối cảnh chính là công ty thời trang được nhà thiết kế Bảo Nam đảm nhận.

### Âm nhạc
Ca khúc chủ đề "Hẹn nhau trong giấc mơ” được thể hiện bởi ca sĩ Quốc Thiên, âm nhạc do Dani Nguyễn đảm nhận.
Các ca khúc sử dụng trong phim:
| STT | Nhan đề                  | Sáng tác         | Thời lượng |
| --- | ------------------------ | ---------------- | ---------- |
| 1.  | "Hẹn nhau trong giấc mơ" | Quốc Thiên       |            |
| 2.  | "Thương em thương lắm"   | Tiến Nguyễn      |            |
| 3.  | "Về ăn cơm"              | Sa Huỳnh         |            |
| 4.  | "Giấc mơ cánh cò"        | Vũ Quốc Việt     |            |
| 5.  | "Ôi quê tôi"             | Lê Minh Sơn      |            |
| 6.  | "Con cò"                 | Lưu Hà An        |            |
| 7.  | "Hãy ngồi xuống đây"     | Lê Uyên Phương   |            |
| 8.  | "Dáng em lụa là"         | Lương Bằng Quang |            |

## Phát sóng
Buổi ra mắt phim Lụa được tổ chức ngày 24 tháng 2 năm 2023 và chính thức lên sóng tập đầu tiên vào ngày 6 tháng 3 năm 2023 trên kênh HTV7. Phim lên sóng tập cuối cùng ngày 15 tháng 5 cùng năm, với tổng số tập là 31.

## Giải thưởng
| Năm  | Giải thưởng                                | Hạng mục                                | (Người) đề cử | Kết quả   | Tham khảo     |
| ---- | ------------------------------------------ | --------------------------------------- | ------------- | --------- | ------------- |
| 2023 | Ngôi Sao Xanh                              | Nam diễn viên truyền hình xuất sắc nhất | Mã Hiểu Đông  | Đoạt giải | [ 10 ]        |
| 2023 | Ngôi Sao Xanh                              | Nam diễn viên truyền hình xuất sắc nhất | Đạt Nguyễn    | Đề cử     | [ 11 ]        |
| 2023 | Ngôi Sao Xanh                              | Phim truyền hình xuất sắc nhất          | —             | Đề cử     | [ 11 ]        |
| 2023 | Ngôi Sao Xanh                              | Đạo diễn xuất sắc nhất                  | Trần Đức Long | Đề cử     | [ 11 ]        |
| 2023 | Ngôi Sao Xanh                              | Nữ diễn viên truyền hình xuất sắc nhất  | Bella Mai     | Đề cử     | [ 11 ]        |
| 2023 | Ngôi Sao Xanh                              | Nữ diễn viên truyền hình xuất sắc nhất  | Oanh Kiều     | Đề cử     | [ 11 ]        |
| 2024 | Hội Điện ảnh Thành phố Hồ Chí Minh         | Phim truyền hình                        | —             | Giải A    | [ 12 ]        |
| 2024 | Hội Điện ảnh Thành phố Hồ Chí Minh         | Nữ diễn viên chính xuất sắc             | Oanh Kiều     | Đoạt giải | [ 12 ]        |
| 2025 | Liên hoan truyền hình toàn quốc lần thứ 42 | Nữ diễn viên chính xuất sắc             | Oanh Kiều     | Đoạt giải | [ 13 ] [ 14 ] |
| 2025 | Liên hoan truyền hình toàn quốc lần thứ 42 | Phim dài tập                            | —             | Bằng khen | [ 15 ] [ 14 ] |